# Christian Sprenger (Flötist)

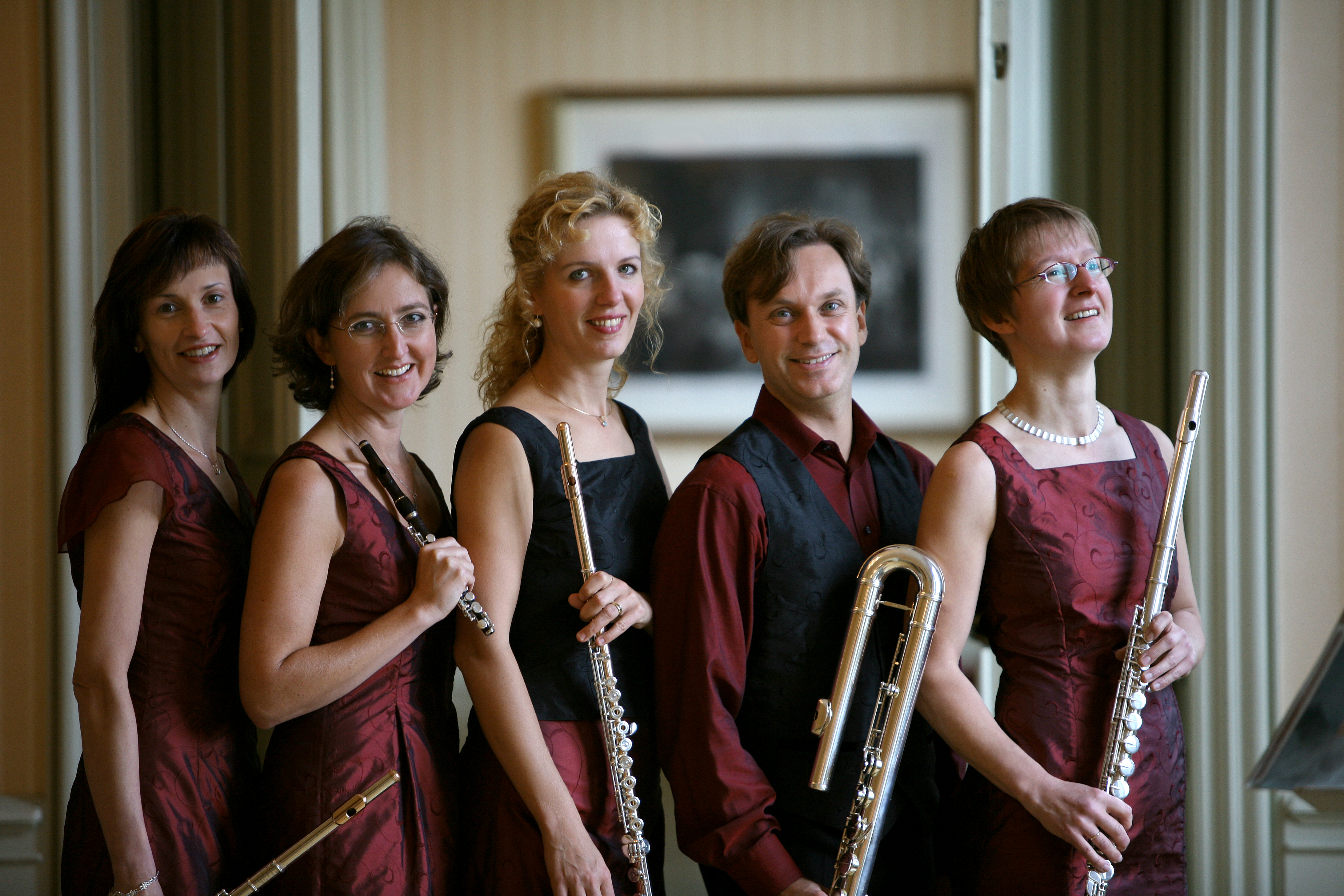
Christian Sprenger mit dem Leipziger Querfötenensemble

Christian Sprenger (* 29. April 1968 in Berlin) ist ein deutscher Flötist.

## Leben
Sprenger studierte in Berlin bei Werner Tast und war Preisträger verschiedener Wettbewerbe. Noch während seines Studiums erhielt er sein erstes Engagement im Leipziger Gewandhausorchester.
1989 wurde er als Musiker im Gewandhausorchester Leipzig engagiert. Im Jahr 1995 wurde er Solo-Flötist beim MDR-Sinfonieorchester in Leipzig. Er ist Mitglied des MDR Bläserquintetts, der Kammersymphonie Leipzig und des Quintessenz – Leipziger Querflötenensembles. Konzertreisen führten ihn nach Italien, in die Türkei, die Vereinigten Staaten und das Vereinigte Königreich. 1995 wechselte er auf die Position der Soloflöte zum Sinfonieorchester des Mitteldeutschen Rundfunks, wo er kurz darauf mit Kollegen das MDR-Bläserquintett gründete. Dieses Ensemble hat sich vor allem durch zahlreiche Rundfunkproduktionen, CD-Einspielungen und Uraufführungen einen Namen gemacht. 1996 initiierte er die Gründung des inzwischen international erfolgreichen Leipziger Querflötenensembles Quintessenz, in dem er sich vorrangig auf die Bassflöte spezialisiert hat.
Sprenger organisiert projektbezogene Kammermusiken, die sich auch durch das Zusammenspiel beispielsweise mit Literatur und Malerei auszeichnen. Außerdem ist er als Gast Kammermusikpartner bei anderen Ensembles, wie dem Gewandhausstreichquartett, dem Gewandhaus-Bläserquintett, dem Leipziger Streichquartett, dem Armonia-Ensemble, dem Salonorchester Cappuccino u. a.
Seit 2017 ist er mehrmals jährlich zu Gast bei verschiedenen Projekten des Kammerorchesters „Camerata Salzburg“.
Sprenger trat auch wiederholt als Solist auf. Neben der gängigen Flötenkonzertliteratur brachte er auch selten gespielte Werke wie z. B. von Daniel Schnyder, Carl Reinecke oder Einojuhani Rautavaara zur Aufführung. Dabei arbeitete er mit verschiedenen Orchestern und Kammerorchestern unter der Leitung von Fabio Luisi, Marcello Viotti, Matthias Foremny, Reinhard Goebel, Michael Sanderling, Kristjan Järvi u. a. zusammen.

## Preise
- Preisträger des Jugendwettbewerbs Johann Sebastian Bach
- Preisträger des Internationalen Instrumentalwettbewerbs Markneukirchen für Flöte[3]

## Diskografie
- 2001: Einladung in den Salon, Leipziger Querflötenensemble Quintessenz
- 2002: Arabesques, Leipziger Querflötenensemble Quintessenz
- 2005: America!, Leipziger Querflötenensemble Quintessenz
- 2005: B*A*C*H, MDR Bläserquintett
- 2007: Tour de France, Leipziger Querflötenensemble Quintessenz
- 2012: Essence of Christmas, Leipziger Querflötenensemble Quintessenz
- 2014: Richard Strauss: Bläsersonatinen, Armonia Ensemble
- 2016: Incantations, Leipziger Querflötenensemble Quintessenz